# Методологија у психологији
Психологија је наука која проучава психу, психичке процесе и психичке особине у њиховом настанку, развоју и објективним појављивањима код човека и животиња. Као наука, она почива на научним методима, општим приступима истраживању. Користе се разне истраживачке технике, односно одређени поступци у истраживању, како би се нешто испитало.
Методологија је дисциплина која описује и развија приступе и начине научног истраживања. У психолошкој методологији, важни појмови су: експериментална истраживања, неекспериментална истраживања, психолошке технике и мерни инструменти и квалитативна истраживања. Веома велику улогу у методологији имају математика и статистика.

## Приступи
Психологију од других облика бављења психолошким појавама раздваја коришћење научних метода. Научни метод јесте систематичан и логичан начин трагања за новим сазнањима и разумевањем, који мора да садржи нека од следећих својстава: поновљивост, објективност, разумевање, свеобухватност и/или развојност.
Научна методологија у психологији може бити слична природнонаучном истраживању и духовнонаучном. У природнонаучном истраживању се тежи ка објективности и поновљивости, а у духовнонаучном се мање тежи ка објективности, из разлога што истраживачи желе да сакупе што више информација о појави.

## Експериментална истраживања
Експеримент је научни метод у ком се једна особина (варијабла) варира (мења), а друга се прати (мери). Све остале варијабле су под контролом, како не би утицале на резултат мерења. Поступак уклањања или контроле других фактора који утичу на резултат истраживања главна је карактеристика експеримента и чини га најпоузданијом научном методом.
Под особином се сматра све оно што се разликује од особе до особе, односно оно што се варира, па отуд и назив варијабла. Психолози испитују да ли неке варијабле (зависне) заиста зависе од других (независних) варијабли. Независне варијабле су оне које истраживачи намерно мењају да би установили да ли оне утичу на зависне варијабле. Циљ оваквих истраживања јесте да се установи да ли постоји узрочно-последична веза међу варијаблама. Због тога се остале варијабле контролишу, односно истраживачи покушавају да их уклоне, да не би оне биле те које ће утицати на зависну варијаблу.
При тестирању лекова, често се користе две групе, експериментална и контролна група. У том истраживању се на једној групи испитује дејство лека (даје им се лек), а другој се даје плацебо (нпр. коцкица шећера). Резултати обе групе се пореде. 
Експериментална истраживања могу бити: лабораторијски експеримент, експеримент у природним условима и природни експеримент.  Експеримент је психологија преузела из физике.
Експериментални психолози над људима и животињама испитивају многе појаве попут: сензацију и перцепцију, памћење, учење, мотивацију, емоције; развојне процесе, социјалну психологију и неуронске основе свих ових појава.

## Неекспериментално истраживање
Иако је експеримент најпоуданији метод, често не може да се користи у истраживањима. Међутим, постоје многе друге методе које могу, а једна од њих је корелација. У неексперименталним истраживањима се говори о вези, о корелацији варијабли, не о узроцима, јер не постоји висока контрола осталих варијабли, као у експерименту. 

### Корелација
Корелација је веза, односно сличност промене две варијабле. Веза између две варијабле не мора да буде нужно узрочно-последична, иако може да буде. Док се експеримент бави утврђивањем те узрочно-последичне везе, корелација сагледа да ли постоји икаква веза између две варијабле. Уколико обе варијабле расту, у питању је позитивна корелација, а уколико једна расте, а друга опада, у питању је негативна. Постоји и нулта корелација, где варијабле не расту и не опадају. Степен сличности између две варијабле се огледа путем формуле између два низа бројева, а тај степен се зове коефицијент корелације. Овакав начин одређивања везе између појава главна је одлика неексперименталних истраживања.

### Систематско посматрање и акциона истраживања
Понекад висока контрола услова у експерименту може да изазове да се људи или животиње који су субјекти истраживања другачије понашају. Због тога се нека истраживања одигравају у природним условима, где више истраживача посматра ове субјекте у условима у којима они живе.
Систематско посматрање је истраживање понашања у природним условима у којима испитаници живе, уз што веће очување природности понашања испитаника. Контрола услова се не сме потпуно занемарити, јер тиме истраживање губи сваку природност и научност. Због тога је посматрање систематско, односно одвија се по унапред утврђеним правилима. Тако се, најпре, одреди што пре предмет посматрања и то се описује кроз одређени протокол. Често се понашање снима камером, ради додатне анализе. 
Акциона истраживања су тип истраживања у ком се уводи нека промена, прате се ефекти промене и временом се уводи нова промена. Ово се одвија у природним условима, без потпуне контроле других фактора. Пример акционог истраживања јесте увођење новог уџбеника, а затим се мери успешност ученика. После годину дана се може увести нова промена на уџбенику и пратити да ли постоји промена у успешности ученика. Мана оваквог истраживања је ниска контрола осталих варијабли. 

## Психолошке технике и мерни инструменти
За мерење варијабли се употребљавају различити инструменти. Прву групу инструмената чине психолошки тестови (тест, упитник, анкета и пројективне технике), затим инструменти који мере физиолошке реакције (полиграф, ЕЕГ, функционална магнетна резонанца) и инструменти који мере физичке параметре (метар, вага).

### Психолошко тестирање
Психолошки тестови углавном мере способности (тест интелигенције). Садрже задатке и имају тачне одговоре. Уколико уместо задатака садрже питања или тврдње које немају тачне и нетачне одговоре, онда се ради о упитнику. Упитник мери особине личности и бележи лична искуства. Обе врсте се често називају психолошки тестови. Сваки задатак или питање се зове ставка, а њихов збир се зове скор.
Уколико би истраживачи желели да испитају депресивност, смислили би већи број питања која се заснивају на процени: 1 (уопште не личи на мене) до 5 (потпуно личи на мене). На крају се одговори саберу и добије се скор депресивности за сваку особу. Што је скор већи, може се претпоставити да је особа депресивнија. 
Сваки психолошки тест пре употребе пролази кроз строге провере на ткзв. пробним узорцима. Ту се сагледа да ли људи разумеју добро питања, да ли их погрешно тумаче, да ли постоје ставке које не спадају у појаву коју желе да се испита и сл. Све провере су веома важне, и у њима је разлика између правог психолошког теста и тестова у новинама и на интернету.
Карактеристике тестова су: објективност, ваљаност, поузданост и осетљивост.
Анкета је слична упитнику. Она обично садржи мањи број питања и служи за испитивање ставова. Пројективне технике су тестови који се садрже од неког материјала који се може различито интерпретирати. Очекује се да су одговори испитаника у складу са њиховим унутрашњим стањима, односно да људи препознају своје мисли и осећања у неким сликама и мрљама. Најпознатија пројективна техника је Роршахов тест симетричних мрља од мастила.

## Физиолошки мерни инструменти
Поред психолошких тестова, психолози користе и разне физиолошке мерне инструменте да детектују промене у нервном систему које могу бити повезане са разним психолошким особинама. Неки од тих инструмената су: полиграф, ЕЕГ и функционална магнетна резонанца.
Полиграф је мерни инструмент који детектује неколико физиолошких параметара, попут пулса, дисања, електричне проводљивости коже и сл. Основна идеја јесте да ако неко нешто крије, осећаће већи страх и наведени физиолошки параметри ће се променити. Да би резултат био поуздан, на полиграфу се избегавају двосмислена питања и питања која могу изазвати емоционално узбуђење.
ЕЕГ је инструмент којим се мере промене у електричној активности мозга. Приликом проласка нервног импулса кроз ћелију мозга, ЕЕГ може да детектује благу струју. У зависности од те учесталости, запис на ЕЕГ-у има различит облик. ЕЕГ је обично неинвазивна метода у којој се примењују специјалне електроде стављене на главу. Ретко се користе инвазивне електроде. ЕЕГ је метода помоћу које се мери волтажа промена на нервима мозга.
Функционална магнетна резонанца је инструмент за снимање мозга уз помоћ јаког магнетног поља. У зависности од тога који се део мозга највише активира током рада на задацима, мења се и количина крви у тим деловима. На основу тих промена у магнетном пољу, апарат показује који део мозга је најактивнији током обављања одређене психолошке функције. Постоје два главна начина коришћења фМРИ за визуелизацију функције мозга. Један од метода се фокусира на проналажење специфичних области мозга који одговарају на неки задатак или стимулус.

## Квалитативна истраживања
Понекад истраживачи не знају довољно о феномену ког желе да испитају. Прва ствар коју раде тада јесте квалитативно истраживање. Овај тип истраживања пружа много информација о самој појави. Не почивају на поузданим инструментима и мерењима. Најчешће су то: феноменолошка истраживања, студије случаја, интервју, фокус групе и анализа дискурса.
Феноменолошка истраживања су истраживања која су усмерена на лично искуство и на то како особе доживљавају неке догађаје и стања. Оваква истраживања се често ослањају на интроспекцију (самопосматрање). Често се користе у здравственој психологији. Многе од тих истраживача занима како људи који пате од неких хроничних болести доживљавају своје стање.
Студија случаја је детаљан опис индивидуе, групе или појаве, уз примену различитих техника, попут интервјуа, посматрања и психолошких тестова. Најпознатија студија случаја је Финеас Гејџ. Како истраживачи не могу да понове такав случај, окрећу се студији случаја односно прикупљања што више информација о ситуацији и особи. Истраживање студија случаја се користи и у друштвеним и у природним наукама. 
Интервју је разговор са испитаником у складу са унапред припремљеним питањима или основним темама о којима се жели нешто сазнати. Помоћу интервјуа се може доћи до увида у особин специфични живот.
Фокус групa је техника прикупљања података у којој се од мале групе тражи да прича о одређеној теми, уз вођство истраживача који  њихове асоцијације и идеје усмерава ка теми коју жели да истражи. 
Поред набројаних техника за сакупљање података, постоје и технике за анализу. Једна од најпознатијих је анализа дискурса. Анализа дискурса јесте група техника за анализу језика, на основу чега се одређују социо-психолошке карактеристике особа или читавих група. Анализа се врши помоћу неких типичних реченица или претпоставки које се употребљавају у језику. Те реченице се називају комуникацијски догађаји или дискурси. 

## Важност статистике и математике
Група људи на којој се нешто испитује се зове узорак. Веома је битно да узорак буде репрезентативан, односно да особине људи у узорку личе на особине људи о којима истраживачи желе да нешто закључе. Скуп тих људи о којима истраживачи желе нешто да закључе се назива популација.
Карл Фридрих Гаус је показао да, ако на неку појаву делује много фактора, она ће се понашати тако да ће највећи број случајева имати средњи ниво изражености, док ће код малог броја случајева имати мале или ниске вредности. Ова расподела се назива Гаусова или нормална крива.
Гаусову расподелу је најлакше објаснити примером висине. Наиме, највећи број људи је висок од 140 до 180 центиметара. Остали, који су нижи или виши, њих има доста мање.

## Научне теорије
Научне теорије су системи претпоставки који следе једне из друге и не противрече једна другој, а које објашњавају све податке, или бар већину података, које се добијају у истраживањима. Оне представљају знање о свету.
Научна теорија је објашњење једног аспекта природног света које се може поновљиво тестирати и проверити у складу са научном методом, користећи прихваћене протоколе посматрања, мерења и процене резултата. Тамо где је то могуће, теорије се тестирају у контролисаним условима у експерименту.